# Småknoltane
Die Småknoltane (norwegisch für Kleine Hügel) sind ein 6 km langer Gebirgszug im ostantarktischen Königin-Maud-Land. In den Filchnerbergen der Orvinfjella ragen sie an der Ostflanke der Mündung des Snuggerudbreen auf.
Erste Luftaufnahmen entstanden bei der Deutschen Antarktischen Expedition 1938/39 unter der Leitung des Polarforschers Alfred Ritscher. Norwegische Kartografen kartierten die Formation anhand von Luftaufnahmen und Vermessungen der Dritten Norwegischen Antarktisexpedition (1956–1960) und gaben ihr einen deskriptiven Namen.